# Jean-François Tordo
Pour les articles homonymes, voir Tordo.
Pas d'image ? Cliquez ici

a Compétitions nationales et continentales officielles uniquement.

b Matchs officiels uniquement.
Jean-François Tordo, né le 1er août 1964 à Nice, est un joueur de rugby français, évoluant au poste de talonneur ou troisième ligne aile.

## Biographie
Talonneur du XV de France, il est intronisé capitaine par l'entraîneur Pierre Berbizier qui fait confiance à ses qualités de combattant et de meneur d'homme.
Sa carrière avec l'équipe de France est brutalement stoppée lors de la première tournée d'une équipe nationale en Afrique du Sud depuis la fin de l'apartheid. Lors du premier match de la tournée, contre la Western Province, il est blessé lors d'un regroupement par Gary Pagel. Celui-ci lui marche sur le visage, action qui manque de lui crever un œil et qui nécessite 51 points de suture. Une rupture du genou après un retour trop rapide l'empêche ensuite de revenir à son niveau.
En mai 2000, il est sélectionné avec les Barbarians français pour jouer le Pays de Galles au Millennium Stadium de Cardiff. Les Baa-Baas s'inclinent 40 à 33.
Jean-François est membre du club des Champions de la Paix, un collectif de 54 athlètes de haut niveau créé par Peace and Sport, organisation internationale basée à Monaco et œuvrant pour la construction d'une paix durable grâce au sport.
Aujourd'hui, une partie de sa vie est consacrée à Madagascar où il passe environ la moitié de l'année. Il y a fondé une association Pachamama, les piliers de la terre qui a pour vocation de remettre les enfants malgaches sur les bancs de l'école et donc sur la route de l'apprentissage d'un métier par l’intermédiaire du rugby.
Il est également consultant sportif.

## Carrière

### Club
- Jusqu'en 1988 : RRC Nice
- 1988-1990 : RC Toulon
- 1990-1998 : RRC Nice
- 1998- 2000 : CS Bourgoin-Jallieu

### Entraîneur
- 2000-2002 : CS Bourgoin-Jallieu
- Manager du Stade poitevin jusqu'en décembre 2006

## Statistiques

### Tournoi des Cinq Nations
| Édition           | Rang | Résultats France | Résultats Tordo | Matchs Tordo |
| ----------------- | ---- | ---------------- | --------------- | ------------ |
| Cinq Nations 1992 | 2    | 2 v, 0 n, 2 d    | 2 v, 0 n, 2 d   | 4/4          |
| Cinq Nations 1993 | 1    | 3 v, 0 n, 1 d    | 3 v, 0 n, 1 d   | 4/4          |

Légende : v = victoire ; n = match nul ; d = défaite ; la ligne est en gras quand il y a Grand Chelem.

## Palmarès
International
- 15 sélections avec le XV de France entre 1991 et 1993[1] dont 6 sélections en tant que capitaine[6].
- Vainqueur du Tournoi des Cinq Nations 1993

National
- Championnat de France :
  - Finaliste (2) : 1983 (avec le RRC Nice) et 1989 (avec le RC Toulon)
- Challenge Yves du Manoir :
  - Vainqueur (1) : 1985 (avec le RRC Nice)

## Activités
Jean-François est le président d'une association humanitaire appelée Pachamama, les piliers de la terre qui œuvre à Madagascar :

« Pachamama « Terre mère ou Terre nourricière » en Ketchua, est une association loi de 1901, dont la triple vocation, environnementale, humanitaire et d’insertion par l’économie, nous permet de mener différents projets qui ont pour but de favoriser la protection des écosystèmes, la réhabilitation sociale et une plus grande solidarité entre les générations. »